# Красний Бор (Калузька область)
Красний Бор (рос. Красный Бор) — присілок в Куйбишевському районі Калузької області Російської Федерації.
Населення становить 3 особи. Входить до складу муніципального утворення Присілок Високе.

## Історія
Від 2004 року входить до складу муніципального утворення Присілок Високе.

## Населення
| 2002 | 2010 |
| ---- | ---- |
| 23   | ↘3   |